# Otto Freudenthal
Otto Freudenthal,  född den 29 juli 1934 i Göteborg, död den 29 november 2015 i Wales i Storbritannien, var en svensk tonsättare, pianist,  violast och dirigent. Han var son till Heinz Freudenthal och bror till Peter Freudenthal.
Freudenthal studerade först i Sverige, sedan i London vid Trinity College of Music och för Ilona Kabos, varefter han undervisade vid Royal College of Music och turnerade som musiker i hela världen. Under sina studier i London sammanträffade han med dirigenten Otto Klemperer vars assistent han var 1961–1973. Han arbetade 1973-1974 i Paris med filmerna Otto Klemperers lange Reise durch seine Zeit och Klemperer in rehearsal. Freudenthal återvände till Sverige 1974 och kom mestadels att bo och verka i Linköping, men även i Wales där han bland annat ledde The Powys Male Voice Choir. 
Freudenthals stil kan sägas vara influerad av Arnold Schönberg, Gustav Mahler och av barockmusikens mästare, men har en mycket personlig prägel. Som kulturdebattör engagerade han sig starkt mot att kulturen utarmas till kommersialism.
Freudenthal valdes in som medlem i Föreningen svenska tonsättare 1985.

## Verk i urval
- In Highgate Cemetery (1982)
- Beatles in Bäckfall (1981)
- Gabrieli i Bäckfall (1980)
- Intermezzo för horn och orkester
- Konzertstück för trombon och orkester
- Violakonsert (1980-81)
- Avant nous le Déluge för orkester
- Duett för två altfioler (1977)
- Allegro, intermezzo e finale (1975) för viola och piano
- Trio im alten Stil för tre altfioler (1977)
- Der Zappelmann för violin och piano
- Svit för kontrabas och piano (1980)
- Sonatin för solohorn (1981)
- Bagateller för solopiano (1980)
- Det slutna rummet för nio valfria instrument eller röster (1982)
- Pacem för blandad kör och orgel
- Amen för blandad kör och orgel
- Svit för violasextett (2007)